# Harold Grey
Harold Grey Rengifo (Arjona, 20 de diciembre de 1971) es un ex boxeador que fue campeón supermosca de la FIB dos veces a mediados de la década de 1990.

## Trayectoria
Se convirtió en profesional en 1990 y ganó sus primeras 16 peleas, preparando una pelea por el título supermosca de la FIB contra Julio César Borboa en 1994. Grey ganó una decisión dividida muy disputada,  y defendió el cinturón tres veces antes de perderlo ante Carlos Gabriel Salazar por decisión en 1995. Grey recuperó el cinturón en una victoria sobre Salazar en una revancha en 1996, pero perdió el cinturón más tarde ese año cuando fue derrotado por Danny Romero en dos rondas.  Se retiró en 2004.